# インターネット放送
インターネット放送（インターネットほうそう）は、インターネットプロトコルを使って提供される、放送を模したコンテンツである。
ここで言う「放送」とは、音声や動画といったマルチメディアデータを不特定多数に送信するという意味である。放送法で定められた放送や有線放送には当てはまらず、法的には一対多の通信とみなされる。

## ユニキャストとマルチキャスト
インターネットは一対一の通信を基本としている。一対一の通信を多数行う放送がユニキャストである。受信者数に応じて多数の送信をする必要があり、サーバや伝送路の負荷が膨大になる。
マルチキャストは、一対多の通信を実現する技術である。電波の放送では送信局は一回送信しているだけで、それと同様である。ただし、専用の通信機器が必要なため普及していない。
P2Pを使えば、伝送路を多段のカスケード状ないしネットワーク状に組むことで、ユニキャストをしつつサーバや伝送路の負荷を軽減できる。

## ダウンロードとストリーミング
データをダウンロードしてからクライアントのマシンで再生する方式は、通常の通信と技術的には変わりない。単に、データの内容が音声や動画というだけである。
ストリーミングは、再生する部分をリアルタイムに伝送する方式で、データを全受信する前に再生を始められる。ただし、通信帯域がデータ帯域より狭い場合は、一時停止して先読みするなどの対策が必要になる。データは保存を前提としておらず、保存にはブラウザやプレイヤー以外に特別なツールが必要である。

## リアルタイムとオンデマンド
リアルタイム放送は、サーバが全てのクライアントに同時に同じデータを送信する。全てのクライアントが（通信のタイムラグを別にして）同じ内容を同じ時刻に見ており、通常の放送に近い。マルチキャストやP2Pを使った放送は必然的にリアルタイム放送となる。
オンデマンド放送は、クライアントのリクエストに応じ送信を開始する。リアルタイム放送よりサーバ負荷は分散される。ダウンロード方式は必然的にオンデマンドとなる。

## インターネットラジオとインターネットテレビ
データが音声か動画かにより、インターネットラジオとインターネットテレビに分類される。
ただし、インターネットラジオと称しつつ簡易動画を付けることも多い。実際は、番組の構成や、制作会社がラジオ番組制作会社かテレビ番組制作会社かで分けられている面もある。
なお、データ放送に相当するものはインターネット放送と呼ばれることはない。